# باراكودا الخط الأصفر
باراكودا الخط الأصفر (الاسم العلمي: Sphyraena chrysotaenia)، هي نوع من الأسماك المفترسة؛ شعاعية الزعانف وتنتمي لعائلة أسماك العقام (باراكودا) المتواجدة في مناطق غرب المحيط الهادئ-الهندي. لقد وصلت هذه الأسماك إلى البحر الأبيض المتوسط من البحر الأحمر عبر قناة السويس كمهاجرة لسبسية وأصبحت الآن من الأنواع المهمة في مجال الصيد في شرق البحر المتوسط.

## الوصف
تمتلك باراكودا الخط الأصفر جسم مستطيل الشكل ومتطاول للغاية، حيث يظهر شكل جسدها شبيه بشكل الطوربيد، وهو شكل نموذجي لأسماك الباراكودا، يوجد لهذا النوع من الأسماك زعانف ظهرية مفصولة عن بعضها بمسافة واضحة، وتحتوي الزعنفة الظهرية الأولى على خمسة أشعة شوكيّة، حيث يكون الشعاع الأول هو الأطول، ومن ثم يقل حجم الأشعة خلفه بشكل تدريجي. الزعنفة الظهرية الثانية تنبثق من أمام نقطة بداية الزعنفة الشرجية. الذيل لهذه الأسماك متشعب بشكل ملحوظ. تنبثق الزعنفة الصدرية مباشرة من أسفل نقطة البداية للزعنفة الظهرية الأولى وتكون الزعنفة الحوضية تحتها. رأس هذا النوع من الباراكودا كبير الحجم وشكله مخروطي، وعيونها كبيرة الحجم أيضًا، خطمها (أنفها) مدبب الشكل وفكها السفلي بارز قليلا. الفكان والحنك عند هذه الأسماك مخططة بأسنان كبيرة ومختلفة الحجم؛ وشكل هذه الأسنان شبيه بشكل أسنان الكلاب. حراشفها صغيرة الحجم وشكلها دائري والخط الجانبي يمتد بشكل مستقيم تقريبًا. الغطاء الخيشومي لهذه الباراكودا يكون مغطى بحراشف وحافته السفلية الخلفية مقعرة الشكل. لون هذه الأسماك هو بني-رمادي في الجزء العلوي من جسمها وفضي في الجزء السفلي، يمتد خط لونه غامق نوعا ما من الخطم ومن ثم عبر منتصف العين، وبعدها يكمل من عند أعلى قاعدة الزعنفة الصدرية وإلى قاعدة الذيل، قد يظهر ويبين هذا الخط لونًا صفراوي نوعا ما على منطقة الرأس. لون الجزء الطرفي من الزعنفة الظهرية الأولى والزعنفة الذيلية هو سوداوي، والجزء القاعدي من الزعنفة الظهرية الثانية والزعنفة الصدرية والزعنفة الذيلية لونه صفراوي. لقد تم توثيق طول هذا النوع من الأسماك إلى حوالي 32 سم، ولكن متوسط طولها بشكل عام يبلغ ما بين 20-25 سم. 

## توزيعه
تتوزع أسماك باراكودا الخط الأصفر في في منطقة المحيط الهادئ الهندي من عند البحر الأحمر ومدغشقر شرقا ثم عبر المحيط الهندي للصين وشمال أستراليا. تم تسجيل وجودها لأول مرة في البحر الأبيض المتوسط بحانب فلسطين في عام 1931، وانتشرت من بعد ذلك نحو الغرب؛ وصولا لمالطا بحلول عام 1993، وإلى الشمال وصولا حتى جنوب البحر الأدرياتيكي بحلول عام 2002. تم التعرف على هذه الأسماك بشكل خاطئ على أنها أسماك باراكودا من نوع باراكودا بليدة ولكن لم يتم تسجيل تواجد هذا النوع في البحر الأبيض المتوسط.

## البيولوجيا
تشكل هذه الأسماك مجموعات كبيرة في مياه البحر المفتوح القريبة من الشاطئ، في النطاق الذي ما قبل القاع، عند عمق يبلغ حوالي 50 مترًا. هذا النوع يفترس ويتغذى على الأسماك، حيث يصطاد طعامه بالقرب من القاع ويتغذى بشكل أساسي على مجموعات من الأسماك مثل نوع Sardinella aurita والأنشوفة الأوروبية، ولكنه يتغذى أيضًا على أنواع القشريات. يمتد موسم السرء لهذه الباراكودا في البحر المتوسط من شهر أبريل إلى شهر سبتمبر، أو من شهر أغسطس إلى شهر نوفمبر في المناطق التي في وسط البحر المتوسط، بيض السمك هذا وصغاره يتواجدا في منطقة البحر المفتوح، وغالبًا ما يتم تسجيل وجود الأسماك اليانعة من هذا النوع في المياه التي تعتبر ضحلة جدًا.   تعيش أسماك باراكودا الخط الأصفر لعمر قصير نسبياً يبلغ حوالي 5 سنوات كحد أقصى. يصل نوع أسماك الباراكودا هذه إلى مرحلة النضوج الجنسي عندما يصل طوله الإجمالي حوالي 195 ملم للإناث و197.1 ملم للذكور، وعادة ما يكون ذلك عند جيل العامين.
أظهر تحليل لطفيليات باركودا الخط الأصفر في البحر المتوسط أن هذه الأسماك بعد وصولها وغزوها لهذا البحر، فقدت نوعين على الأقل من الطفيليات، وشاركت في تقديم وإضافة ثلاثة أنواع من الطفيليات للبحر، كما اكتسبت ستة أنواع من الطفيليات المحلية عن طريق احتكاكها مع نوع الباراكودا القريب والشبيه بها بيولوجيا باراكودا البحر الابيض المتوسط؛ الذي يتواجد في منطقة البحر الأبيض المتوسط بشكل أصلي.

## صيد
تعتبر أسماك باراكودا الخط الأصفر الآن أكثر نوع من أنواع أسماك الباراكودا التي يصطادها صيادي السمك المحترفون بشكل شائع في لبنان، حيث يفوق اصطيادها عدد اصطياد الأنواع الأخرى بنسبة تصل إلى حوالي 70٪. يمكن اصطيادها بكميات كبيرة في المياه القريبة من الشاطئ باستخدام الشباك التحويطية أو شباك الخياشيم أو استعمال صيد أو شباك الجر. تم تسجيل وجودها لأول مرة في خليج قابس، تونس في عام 2002 وتشكل الآن جزءًا مهمًا من الأسماك في مجال الصيد بشكل إجمالي.  في دراسات حول خليج السويس أظهرت مؤشرات على أنه يوجد اصطياد مفرط وغير منظم لمجموعات هذه الأسماك من المياه، إذ تبين أن السمك الذي كان يتم اصطياده هناك من هذا النوع كان صغير العمر؛ حتى أنه لا يبلغ جيل النضوج جنسيًا.